# 莊憲皇后
莊憲皇后王氏（763年—816年），本名无记载，瑯邪人，唐顺宗李诵的良娣，唐宪宗李纯生母，母憑子貴被其子憲宗尊為太上皇后。祖父王难得，父亲王子颜。

## 生平
唐代宗时，年幼的王氏以良家选入宫中，册封为才人。王才人十三岁时，当在永泰元年（765年），唐代宗因其年幼，将她赐给皇太子李适长子、皇孙李诵为妾。大历十三年（778年），王氏在长安东内（大明宫）生下李诵的长子李纯，就是后来的唐宪宗。李诵的长女李畅亦是她所生，另有一子两女，即福王李绾、梁国公主、云安公主。
大历十四年（779年）五月，太子李适即位为唐德宗，同年六月，李诵晋封为宣王。王氏被立为宣王孺人。第二年，唐德宗立李诵为太子，太子妃是郜国公主之女萧氏，而王氏则被封为“良娣”。太子妃萧氏的母亲郜国公主被诬陷“巫蛊”，受此牵连，唐德宗多次要把太子妃废掉，改立王良娣为新太子妃；但李诵一直劝阻父皇不肯抛弃发妻。最终，唐德宗寻机杀死萧妃。
贞元二十一年（805年）正月，唐德宗死后，李诵即位为顺宗。还没等到册立皇后，八月，永贞革新失败，顺宗被迫传位于皇太子李纯，退位为太上皇，王良娣被儿子封为太上皇后。元和元年（806年），顺宗去世后，唐宪宗李纯尊母亲为皇太后，于兴庆宫居住。元和十一年（816年），王太后病逝，年五十四（虚岁）。唐宪宗為母親王氏上谥号莊憲皇后，与唐顺宗合葬丰陵。
王氏的娘家人因她成为显贵。其中，“起於寒賤”的妹夫李翛“元和已來驟階仕進”，官至京兆尹。“秩卑年少”的弟弟王用则是“歲余超居上班，官尊職大”。

## 备注
1. ↑  《新唐书[1]》记元和十一年（816年），王氏逝世，“年五十四（虚岁）”。王氏出生年份当在763年。
2. ↑  新[1]、旧唐书[2]皆称王氏为瑯邪（琅邪）人，指出身于琅邪王氏。其弟王用神道碑称太原人[3]，指出身于太原王氏。

## 延伸阅读
[在维基数据编辑]
 《舊唐書/卷52》，出自刘昫《舊唐書》
 《新唐書/卷077》，出自《新唐書》